# 와이라케이 발전소

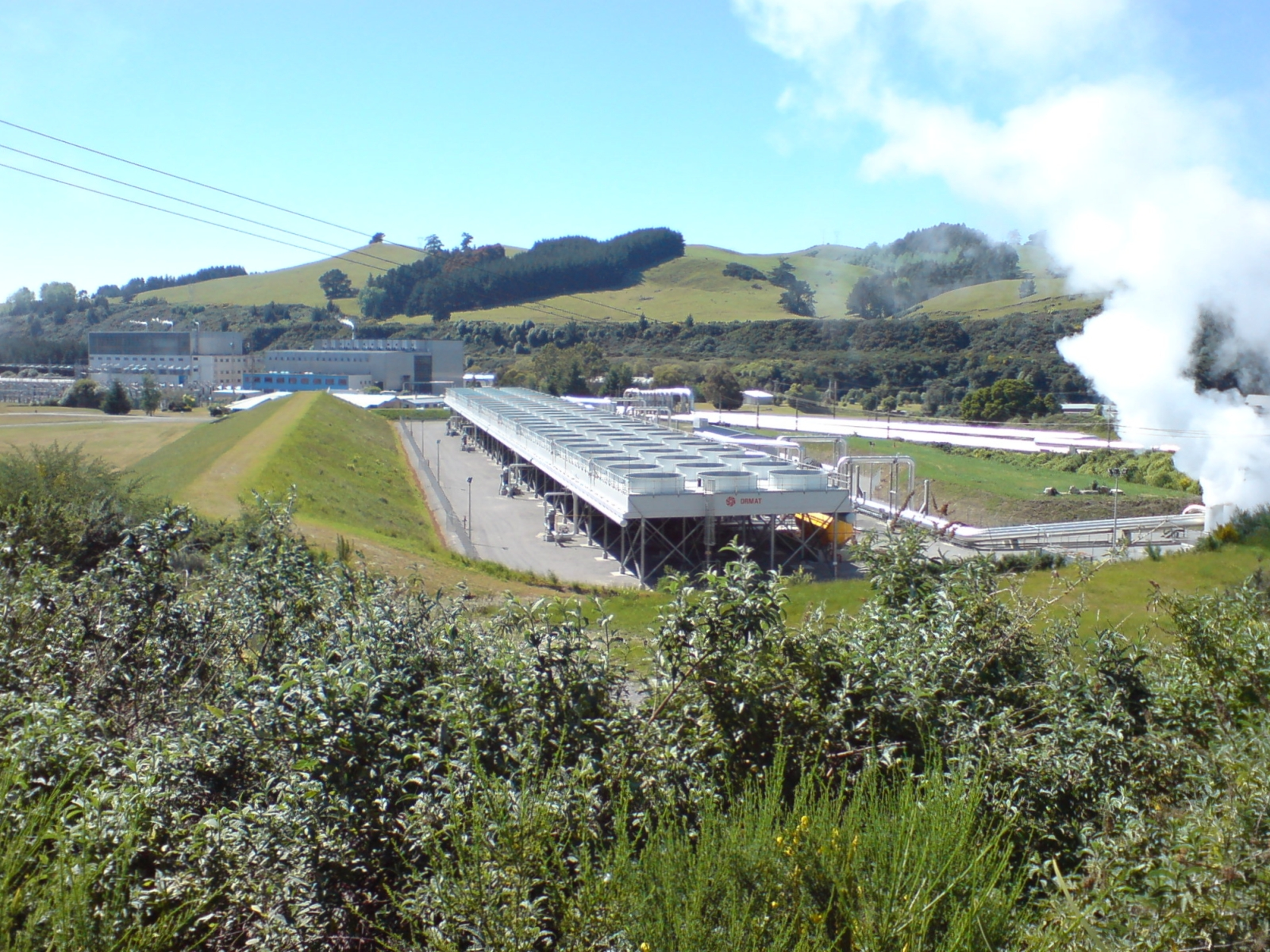
와이라케이 발전소

와이라케이 발전소(The Wairakei Power Station)는 뉴질랜드 북섬 와이라케이 지열지대에 있는 지열 발전소이다. 와이라케이는 타우포 화산지대에 위치해 있다.

## 역사
이 발전소는 1958년에 증기를 이용한 세계 최초의 지열발전소이다. 현재는 컨택트 에너지에 의해서 운영된다.